# Архангельский сельсовет (Архангельский район)
Архангельский сельсовет — административно-территориальная единица и муниципальное образование в Архангельском районе Республики Башкортостан Российской Федерации.
Законом «О границах, статусе и административных центрах муниципальных образований в Республике Башкортостан» муниципальное образование наделено статусом сельского поселения.

## Население
| 2002  | 2009  | 2010  | 2012  | 2013  | 2014  | 2015  |
| ----- | ----- | ----- | ----- | ----- | ----- | ----- |
| 5909  | ↘5898 | ↗5978 | ↘5960 | ↗6019 | ↗6043 | ↘5990 |
| 2016  | 2017  |       |       |       |       |       |
| ↘5974 | ↗6027 |       |       |       |       |       |

## Состав сельского поселения
| № | Населённый пункт | Тип населённого пункта       | Население |
| - | ---------------- | ---------------------------- | --------- |
| 1 | Архангельское    | село, административный центр | ↘5763     |
| 2 | Новоустиновка    | деревня                      | ↘159      |